# أونيماي: أنا الآن أختك!
أونيماي: أنا الآن أختك! هي سلسلة مانغا يابانية من تأليف ورسم نيكوتوفو صدرت في 2017 وتحولت لمسلسل أنمي من إنتاج استوديو بايند سيعرض في يناير 2023.